# コプィシ
コプィシ（ベラルーシ語: Копысь）は、ベラルーシのヴィーツェプスク州・アルシャンスク地区(be)の都市型集落である。ドニエプル川に面し、オルシャから35kmの位置にある。鉄道（オルシャ - マヒリョウ線）と自動車道路でオルシャに接続している。

## 歴史

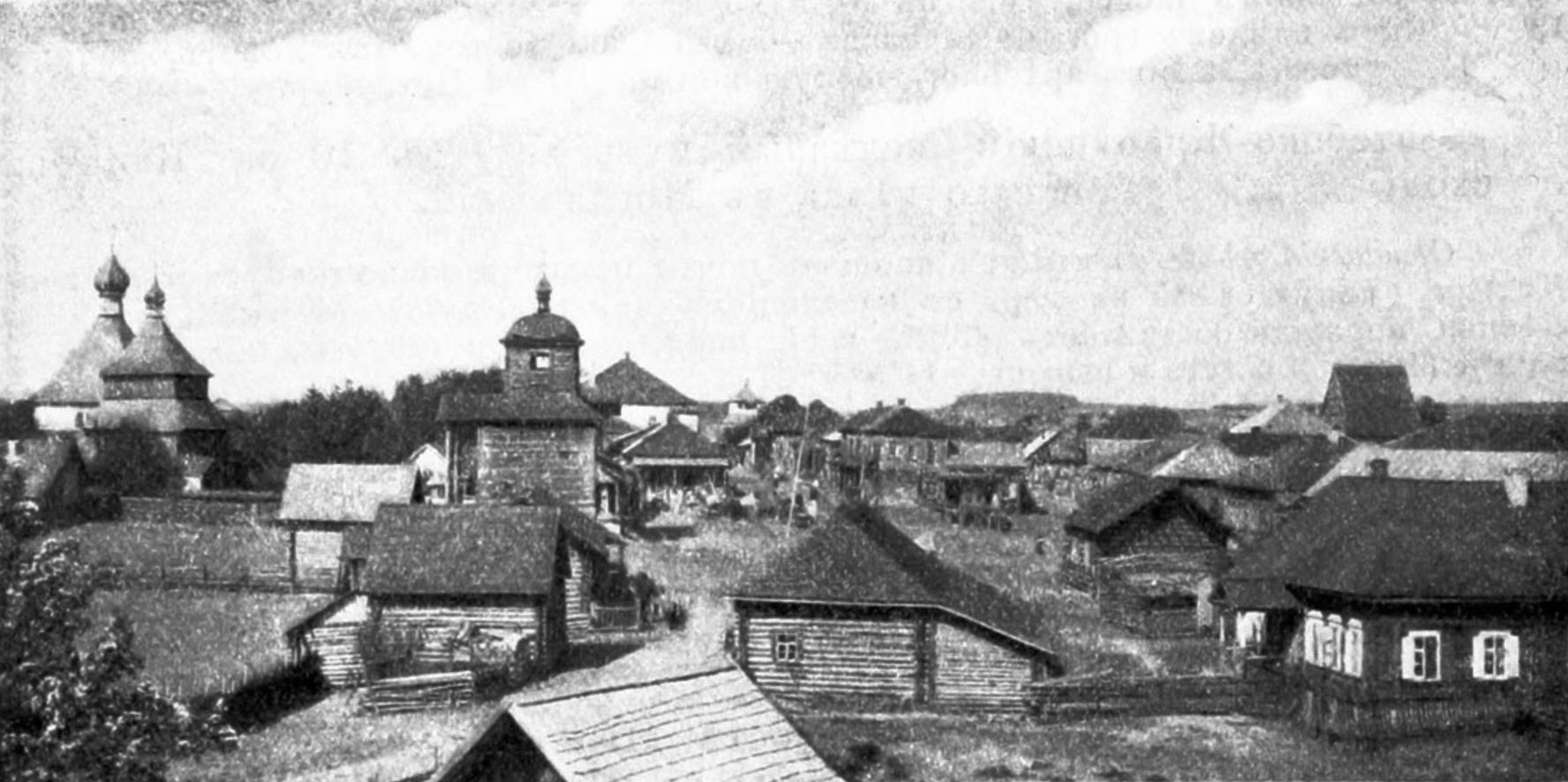
1914年のコプィシ

コプィシに関する最初の言及は、『ニコン年代記』(ru)の1059年の記述である。コプィシはポロツク公国、後にスモレンスク公国に属した。14世紀後半からはリトアニア大公国のヴィテプスク県に編入された。16世紀にはオストログスキ家、次いでラジヴィウ家の所領となった。ロシア・ポーランド戦争 (1654年-1667年)の際、コプィシでは激しい戦闘が行われた。また大北方戦争（1700年-1721年）の際にはピョートル1世がコプィシに滞在した。
14世紀 - 18世紀のコプィシには城があった。1726年の目録によれば、城は櫓の機能を備えた4つの稜堡を有していた。また、コプィシは陶工業の中心地であり、15世紀からタイルの製造と、赤粘土によるユニークな陶器で有名だった。モスクワ・クレムリンのペチカは、コプィシ製のタイルによって装飾されていた。
1772年、帝政ロシアの一部となった。1781年8月16日にコプィシの紋章が制定され、1789年には国民学校が開校した。
1812年、ナポレオン軍の侵攻によって、フランス軍に占領された。この戦争の過程でコプィシにかかわる出来事としては、同年11月12日に、ミハイル・クトゥーゾフ軍がドニエプル川を強行渡河してコピシ地区へと至り、デニス・ダヴィドフ(ru)隊がコプィシの近くで、フランス騎兵隊の軍事物資庫を破壊している。
1914年、イーゴリ・シコールスキイが航空機・イリヤー・ムーロメツによって、飛行時間の記録を打ち立てたが、その航路はサンクトペテルブルク-オルシャ-コプィシ-キエフ-サンクトペテルブルクという周回飛行であった。
行政区画としては、1924年 - 1930年には白ロシア・ソビエト社会主義共和国の地区の中心となり、1930年にヴィーツェプスク州アルシャンスク地区に組み込まれた。1938年から都市型集落となった。
1900年の前後にはハシディズムの中心地だった。1939年の人口調査によると、405人のユダヤ人（人口総数のうち9.91％）がいた。第二次世界大戦の初期にナチス・ドイツ軍に占領されると、ユダヤ人は1941年10月にコピシ・ゲットー(ru)へと追い立てられた。ゲットーでは、ユダヤ人は1942年1月14日に全員殺害された。なお、第二次世界大戦中、コピシ地区でハインツ・グデーリアン指揮下の一部隊による、ドニエプル川の強行渡河が行われている。
近年の出来事としては、2007年8月20日に、ドニエプル川対岸のアレクサンドリヤへと繋がる新しい橋が建設された。産業としてはチーズ工場が稼働している。

## 人口
コプィシの人口推移は以下のとおりである。また、1897年は、住人総数3384人のうち、中産階級2475人、農民731人、シュラフタ階級64人、商人41人、聖職者18人、住民の識字率は39.6％というデータがある。
- 1825年 - 2265人
- 1879年 - 3164人
- 1897年 - 3384人
- 1904年 - 3950人
- 1911年 - 5924人
- 1960年 - 1833人
- 2006年 - 800人
- 2010年 - 900人

## 著名人
- イグナツィー・マクシマウ：17世紀の陶芸家。
- フョードル・ブロンチェンコ(ru)（1779年 - 1852年）：帝政ロシア・ニコライ1世期の財務大臣。
- ソフィヤ・ドルケル(be)（1907年 - 1984年）：歌手。ベラルーシ国民俳優[注 3]。
- アレクサンドル・ルカシェンコ（1954年 - ）：ベラルーシ共和国初代大統領。